# Набережная улица (Казань)
Набережная улица (тат. Яр буе урамы, Yar buyı uramı) — улица в историческом районе Большое Игумново Кировского района Казани.

## География
Начинаясь от Боевой улицы, пересекает Лесозаводскую и Узенькую улицы и заканчивается, немного не доходя железной дороги.

## История
Улица возникла в Большой Игумновой слободе. Под современным названием улица упоминается с последней четверти XIX века. По сведениям на 1912 год, на улице, упомянутой как Большая Игумновская, находилось 19 домовладений, значительная часть из каменные или полукаменные. В сословном отношении 7 домовладельцев были купцами, 5 — мещанами, 3 домовладения принадлежали товариществу химических заводов П. К. Ушкова и Ко, по одному домовладению принадлежало крестьянам, почётным гражданам и цеховым, сословная принадлежность одного домовладельца не указана. На улице находилось большое количество предприятий: 8 кожевенных заводов, три из которых принадлежали купцам Кабатовым, ещё три — купцам Жегаловым, и самое крупное предприятие слободы — химический завод Ушкова. После революции часть домов улицы была муниципализирована и занята различными учреждениями: на 1922 год в большинстве из этих домов располагались кожевенные заводы, ещё в одном находилась столовая помгола.
Протоколом комиссии Казгорсовета по наименованию улиц б/н от 2 ноября 1927 года, утверждённому 15 декабря того же года, переименована в улицу Рабочей слободы.
К 1939 году на улице находились домовладения №№ 1/2–29 по нечётной стороне и № 2 по чётной стороне. К началу 1950-х годов улице было возвращено имя Набережная.
В начале 1990-х годов все жилые дома на улице были расселены; значительная часть жителей тех домов была переселена в новые дома (№№ 1, 3) по Окольной улице и в один из домов в микрорайоне № 8а жилого массива Горки.
В дореволюционное время и в первые годы советской власти административно относилась к 6-й городской части. После введения в городе деления на административные районы входила в состав Кировского района.

## Транспорт
Ближайшая остановка общественного транспорта — «Набережная» (автобус) у пересечения Набережной и Боевой улиц.
С 1980-х и до конца 2000-х до остановки «Завод медаппаратуры» ходил автобус № 28; некоторое время в 2000-х годах эта остановка была конечной для автобуса № 57. С конца 2000-х годов общественный транспорт по улице не ходит.

## Объекты
- № 3 — в этом здании находилась фабрика № 8 Казанского мехобъединения (ранее артель «Фетропром»)[21][22].
- № 7 — в этом здании располагался речной техникум (позже — его второй учебный корпус)[21][22] Кроме того, в этом здании были и жилые квартиры, в которых проживали в основном работники техникума. Расселён в 1990-е годы и позже снесён.[9].
- № 11 — в этом здании располагался Казанский завод медицинской аппаратуры[тат.][22].
- № 23 — в этом здании располагался цех № 2 завода «Кзыл-Кунче» Казанского кожевенного производственного объединения (ранее артель «Промкооператор»)[21][22].